# Левита
Левита (греч. Λέβιθα) — это маленький остров, расположенный на востоке Эгейского моря, между островами Кос и Парос, часть островов Додеканес. Остров упомянут в двух работах Овидия: Искусство любви и Метаморфозы, в связи с сагой о Дедале и Икаре. Во время побега из Крита, Дедал и Икар вознеслись над Левитой.
Общая площадь острова составляет 9,2 км², а общая длина береговой линии составляет 34 км.